# 三咲站
三咲站（日语：／ Misaki eki */?）是位於日本千葉縣船橋市三咲，屬於京成電鐵松戶線的鐵路車站。車站編號是KS74。

## 車站結構
此站為對向式月台2面2線的地面車站。

### 月台配置
| 月台 | 路線   | 方向 | 目的地                                   |
| ---- | ------ | ---- | ---------------------------------------- |
| 1    | 松戶線 | 下行 | 北習志野、新津田沼、京成津田沼、千葉方向 |
| 2    | 松戶線 | 上行 | 新鎌谷、八柱、松戶方向                   |

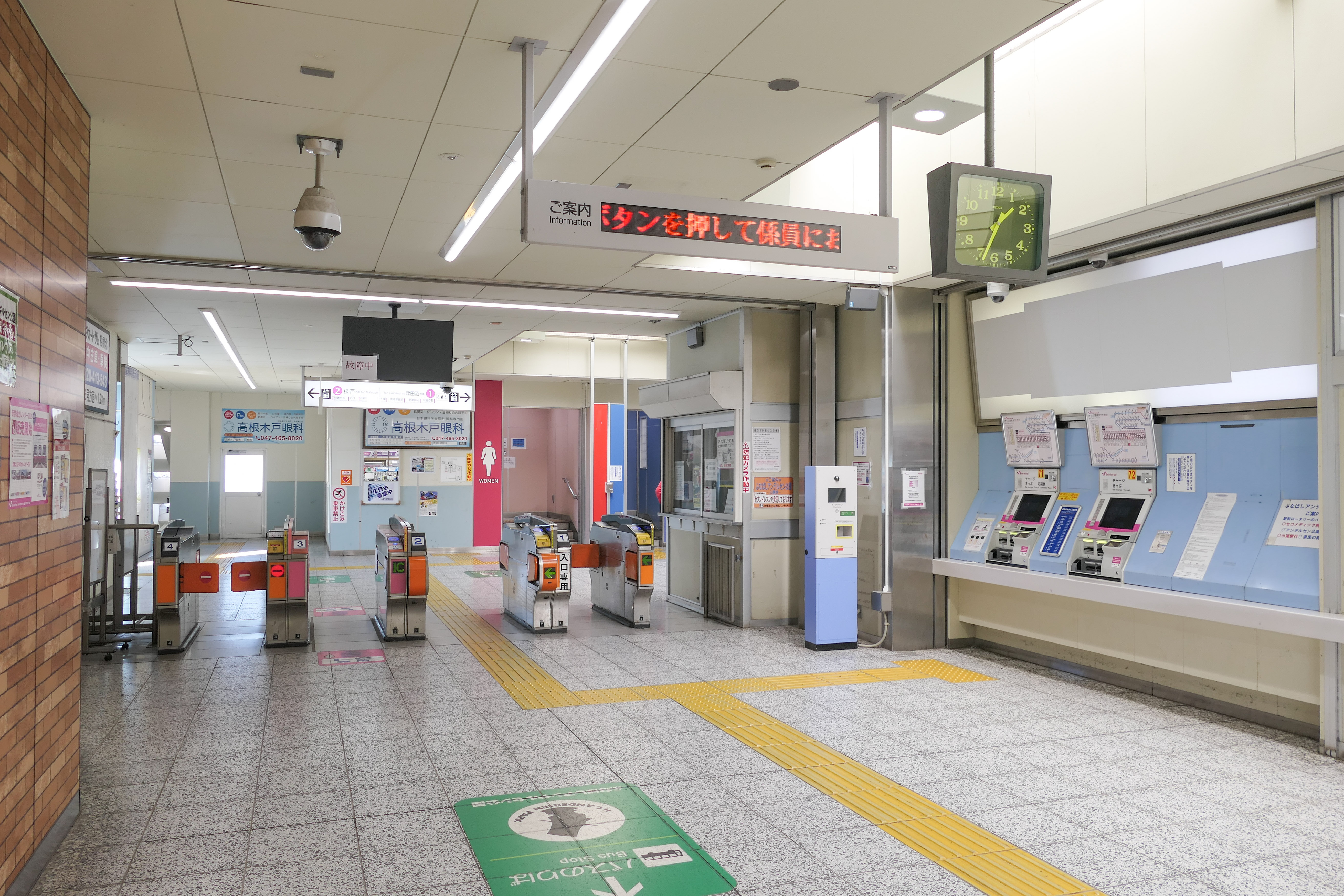
驗票閘口（2025年7月）
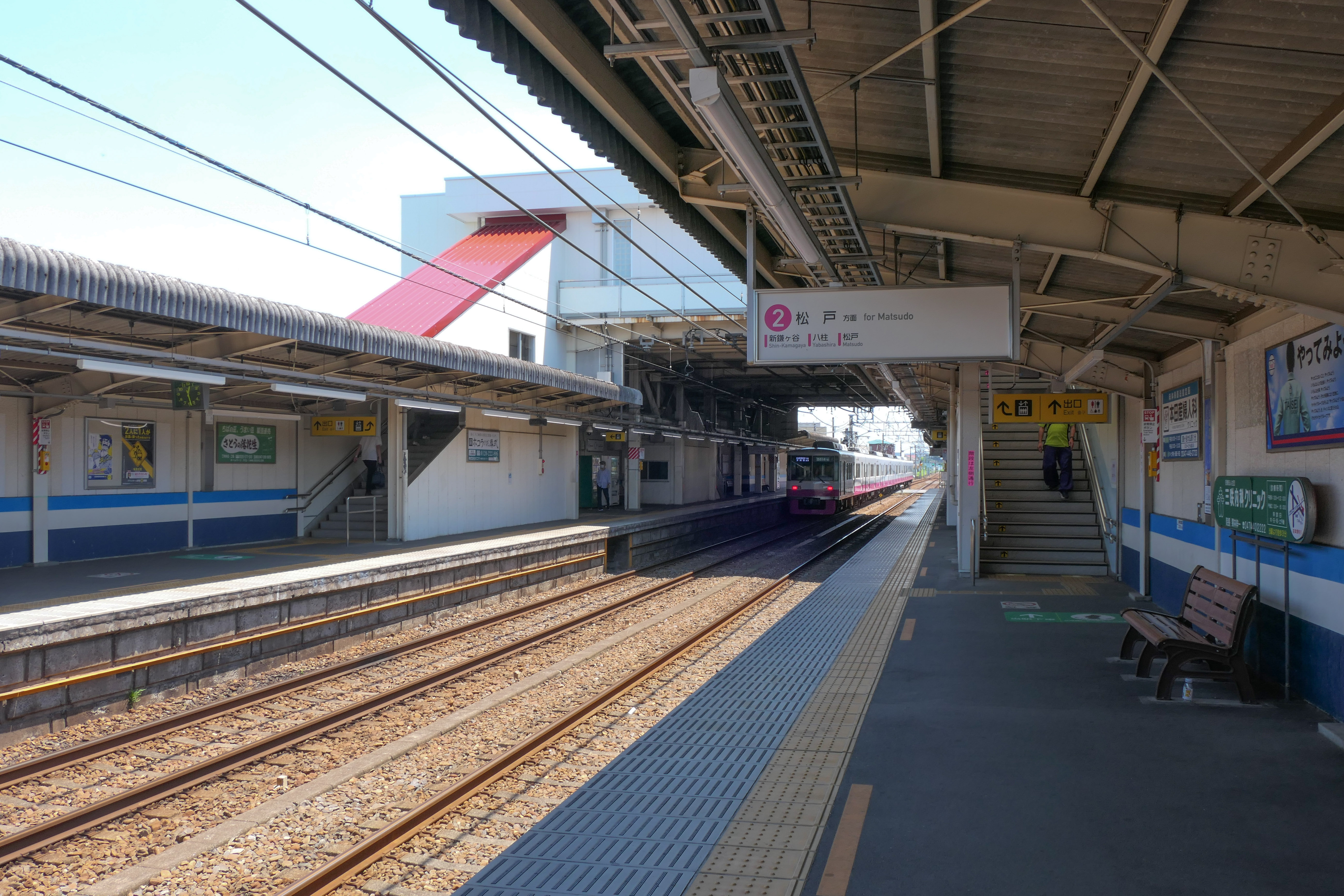
月台（2025年7月）
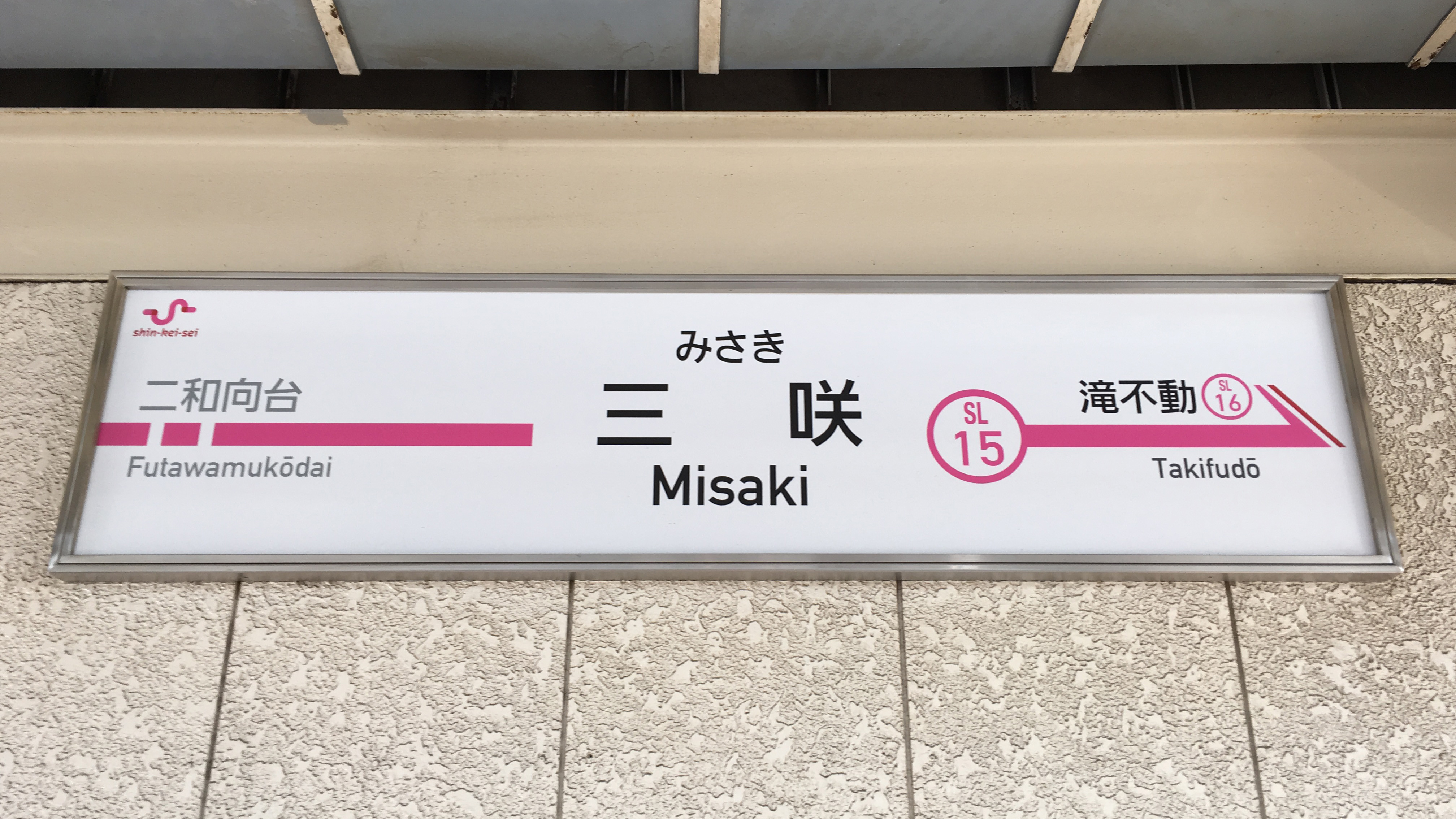
站名牌（2015年12月29日）

## 使用情況
2018年度的一日平均上下車人次為14,071人，在新京成線（当时）內排行第14位。
近年的一日平均上車人次推移如下表。
| 年度               | 一日平均 上車人次 |
| ------------------ | ----------------- |
| 2007年（平成19年） | 6,414             |
| 2008年（平成20年） | 6,454             |
| 2009年（平成21年） | 6,380             |
| 2010年（平成22年） | 6,369             |
| 2011年（平成23年） | 6,330             |
| 2012年（平成24年） | 6,399             |
| 2013年（平成25年） | 6,432             |
| 2014年（平成26年） | 6,439             |
| 2015年（平成27年） | 6,668             |
| 2016年（平成28年） | 6,788             |
| 2017年（平成29年） | 6,975             |

## 相鄰車站
京成電鐵
 松戶線
二和向台（KS75）－三咲（KS74）－瀧不動（KS73）

## 外部連結
- 三咲｜電車與車站資訊｜京成電鐵